# Pleiotaxis pulcherrima
Pleiotaxis pulcherrima là một loài thực vật có hoa trong họ Cúc. Loài này được Steetz miêu tả khoa học đầu tiên.